# Odontobuthus
Odontobuthus là một chi bọ cạp thuộc về họ bọ cạp Buthidae gồm những loài bọ cạp có độc tố. Những loài bọ cạp thuộc chi này phân bố trong vùng bán khô cằn, sa mạc.

## Các loài
Chi này gồm các loài sau đây:
- Odontobuthus bidentatus Lourenço & Pézier, 2002
- Odontobuthus doriae (Thorell, 1876): Dài khoảng 65–70 millimet (2.6–2.8 in), được tìm thấy ở Iran và Iraq, chúng có màu vàng nhợt
- Odontobuthus odonturus (Pocock, 1897)